# Irena Kůsová
Irena Kůsová (* 3. April 1955) ist eine ehemalige tschechoslowakische, parteilose Politikerin.
Kůsová vertrat als Nachfolgerin von Věra Vacíková vom 24. Mai 1986 bis zum 5. Juni 1990 den Wahlkreis Nr. 38 (Prachatice, Südböhmen) in der Kammer der Nationen (Sněmovna národů) der Föderationsversammlung (Federální shromáždění).
Kůsovás Parlamentstätigkeit war nach den freien Wahlen 1990 in Folge der Samtenen Revolution (Sametová revoluce) im November und Dezember 1989 beendet.